# Lucie Carrasco
Pour les articles homonymes, voir Carrasco.
Lucie Carrasco née le 24 juillet 1981 à Vénissieux est une styliste française. Elle est en fauteuil roulant à cause d'une maladie génétique, l'amyotrophie spinale.

## Biographie
D'origine espagnole, Lucie Carrasco est une créatrice de mode née en 1981 à Lyon où elle a vécu jusqu'à ses 19 ans. Elle y monte son premier défilé avec le soutien de Christian Lacroix et du maître brodeur haute couture François Lesage. Le mannequin Noémie Lenoir la suit et la soutient également depuis ses tout débuts.
Elle est atteinte d'une maladie génétique, l'amyotrophie spinale. C’est lorsqu’elle est hospitalisée durant son adolescence, que Lucie dessine ses premiers vrais modèles.
En novembre 2000, à Lyon, elle lance sa première collection, puis en 2002, pour son troisième défilé au Palais des Congrès de Lyon, douze comédiens sont venus de Paris pour représenter sa collection prêt-à-porter homme. Jean-Marie Bigard, Franck Dubosc, Philippe Lelièvre, Omar Sy et Fred Testot, ou encore Bruno Salomone et bien d’autres ont été ses mannequins d’un jour[réf. souhaitée].
En 2003, c’est lors du festival de Cannes, qu'elle est accueillie au VIP ROOM par Jean Roch pour un nouveau défilé[réf. nécessaire].
Son autobiographie Plus forte que la maladie, préfacée par Bruno Gaccio, sort fin 2010. Elle y parle notamment de la difficulté du monde du handicap.
En avril 2023, elle est chargée d’une mission gouvernementale sur le handicap par le Président de la République, Emmanuel Macron.
Soutenue par de nombreuses personnalités, Bruno Gaccio, Jean-Marie Bigard, Franck Dubosc, Omar Sy et Fred Testot, les frères Yassine et Farid Dms Debah, Milla Jovovich, Penélope Cruz, Christian Lacroix, Ophélie Winter, Adriana Karembeu, elle a peu à peu éclos dans le milieu de la mode et est aujourd'hui une créatrice reconnue malgré son handicap.
Elle est ambassadrice de l'association Rêves parrainée par Vanessa Paradis, ainsi que de l'ONG Plan International France depuis mars 2024.
En 2013, elle s'installe à Los Angeles et le 24 juillet, elle réalise son premier défilé de mode aux États-Unis, sur le toit d’un hôtel de luxe de Beverly Hills.
Un mois après le tournage du documentaire Lucie au Pays du Soleil Levant, elle perd l'usage de son bras droit.
Le 29 novembre 2023, elle a été nommée chevalière de l'ordre des Arts et des Lettres, en reconnaissance de son engagement en faveur de l'inclusion des personnes en situation de handicap et de son parcours dans le domaine de la mode.

## Son association
« Roule Toujours » est une association créée en 2012 par Lucie Carrasco et parrainée par l’acteur Jean-Marc Barr.

## Documentaires
- Lucie à la conquête de l'Ouest américain - 2016
- Lucie au Pays du Soleil Levant - 2017
- Lucie, mission Brésil - 2019
- Lucie au pays des caribous - 2022, son voyage de noces au Canada
- Lucie en Californie - 2023, réalisé par Jérémy Michalak
- Lucie en Australie : de Sydney à Magnetic Island - 2024, réalisé par Jérémy Michalak
- Le Tour de France de Lucie - 2025, réalisé par Jérémy Michalak